# خوان کاپدویلا
خوان کاپدویلا مندس (اسپانیایی: Joan Capdevila Méndez‎؛ زادهٔ ۳ فوریهٔ ۱۹۷۸) بازیکن فوتبال است و تاکنون در تیمهای اسپانیول، اتلتیکو مادرید، دیپورتیوو لاکرونیا، ویارئال بازی کرده‌است و ۶۰ بازی ملی هم برای تیم ملی فوتبال اسپانیا انجام داده‌است. .